# Robert Berić
Robert Berić (ur. 17 czerwca 1991 w Kršku) – słoweński piłkarz grający na pozycji napastnika. Od 2015 jest zawodnikiem klubu z Ligue 1, AS Saint-Étienne.

## Kariera klubowa
Swoją karierę piłkarską Berić rozpoczął w klubie NK Krško. W 2007 roku awansował do kadry pierwszej drużyny i wtedy też w sezonie 2007/2008 zadebiutował w niej w drugiej lidze słoweńskiej. W 2008 roku przeszedł do Interblocku Lublana, grającego w pierwszej lidze. Zadebiutował w nim 26 października 2008 w wygranym 2:1 wyjazdowym meczu z Dravą Ptuj. W Interblocku spędził dwa sezony.
W lipcu 2010 roku Berić przeszedł do NK Maribor. Swój debiut w nim zanotował 29 września 2010 w wygranym 1:0 wyjazdowym spotkaniu z Olimpiją Lublana. Wraz z Mariborem wywalczył trzy tytuły mistrza Słowenii w sezonach 2010/2011, 2011/2012 i 2012/2013. Zdobył też dwa Puchary Słowenii w latach 2012 i 2013.
W lipcu 2013 roku Berić podpisał czteroletni kontrakt ze Sturmem Graz. Swój debiut w nim zaliczył 21 lipca 2013 w zremisowanym 2:2 wyjazdowym meczu z FC Wacker Tirol.
W lipcu 2014 Berić przeszedł do Rapidu Wiedeń. W sierpniu 2015 podpisał czteroletni kontrakt z AS Saint-Étienne.
| Sezon   | Klub             | Kraj     | Rozgrywki     | Mecze | Bramki |
| ------- | ---------------- | -------- | ------------- | ----- | ------ |
| 2007/08 | NK Krško         | Słowenia | 2. SNL        | 15    | 3      |
| 2008/09 | NK Interblock    | Słowenia | 1. SNL        | 20    | 8      |
| 2009/10 | NK Interblock    | Słowenia | 1. SNL        | 14    | 4      |
| 2010/11 | NK Maribor       | Słowenia | 1. SNL        | 30    | 8      |
| 2011/12 | NK Maribor       | Słowenia | 1. SNL        | 28    | 6      |
| 2012/13 | NK Maribor       | Słowenia | 1. SNL        | 32    | 13     |
| 2013/14 | Sturm Graz       | Austria  | Bundesliga    | 35    | 10     |
| 2014/15 | Rapid Wiedeń     | Austria  | Bundesliga    | 33    | 27     |
| 2015/16 | Rapid Wiedeń     | Austria  | Bundesliga    | 5     | 3      |
| 2015/16 | AS Saint-Étienne | Francja  | Ligue 1       | 10    | 3      |
| 2016/17 | AS Saint-Étienne | Francja  | Ligue 1       | 22    | 6      |
| 2017/18 | AS Saint-Étienne | Francja  | Ligue 1       | 15    | 7      |
| 2017/18 | RSC Anderlecht   | Belgia   | Eerste klasse | 6     | 0      |
| 2018/19 | AS Saint-Étienne | Francja  | Ligue 1       |       |        |

## Kariera reprezentacyjna
W swojej karierze Berić grał w młodzieżowych reprezentacjach Słowenii. W dorosłej reprezentacji zadebiutował 14 listopada 2012 roku w przegranym 2:3 towarzyskim meczu z Macedonią, rozegranym w Skopje.